# Christian de Castries
Christian Marie Ferdinand de la Croix de Castries (Parigi, 11 agosto 1902 – Parigi, 29 luglio 1991) è stato un generale francese, fu uno dei comandanti del corpo di spedizione francese durante la Battaglia di Dien Bien Phu.

## Biografia
Nacque in una famiglia con diversi onori militari, la Casa di Castries, si arruolò nell'Esercito francese all'età di 19 anni e fu inviato alla scuola di cavalleria di Saumur. Nel 1926 fu commissionato come ufficiale ma in seguito si dimise per impegnarsi negli sport equestri. Rientrò nell'Esercito francese alla vigilia della Seconda guerra mondiale e fu catturato dalle truppe tedesche nel 1940. Nel 1941 evase da un campo di prigionia tedesco e combatté insieme agli alleati in Nordafrica, Italia, nella Francia del Sud e infine nell'invasione della Germania del Sud. Finì la guerra al comando della 3ª divisione di fanteria meccanizzata Spahis marocchina, il cui berretto continuò ad indossare anche durante il suo servizio in Indocina.
Nel 1946 Castries, prossimo ad essere promosso a Tenente colonnello, fu inviato in Indocina. Fu ferito e passò un anno a riprendersi in Francia prima di ritornare in Vietnam con il grado di Colonnello. Nel dicembre 1953 fu incaricato di difendere Điện Biên Phủ dai Viet Minh. Dopo un assedio lungo 8 settimane, la guarnigione locale fu sconfitta, e prima della fine Castries fu promosso a Generale di brigata. I francesi furono sopraffatti dalle forze dei Viet Minh il 7 maggio 1954, ponendo fine alla Guerra d'Indocina e alla presenza francese nel Sud-est asiatico. De Castries rimase prigioniero per quattro mesi mentre un armistizio veniva firmato durante la Conferenza di Ginevra.
Al suo ritorno in Francia fu posto al comando della 5ª Divisione Corazzata, al tempo stazionata nella Germania Ovest. In seguito ad un incidente automobilistico nel 1959 si ritirò dal servizio militare. In seguito al suo ritiro diresse una ditta di riciclaggio e morì a Parigi il 29 luglio 1991 all'età di 88 anni.